# Hörtingen
Hörtingen är en sjö i Eksjö kommun i Småland och ingår i Emåns huvudavrinningsområde. Sjön är 5 meter djup, har en yta på 0,209 kvadratkilometer och är belägen 256,3 meter över havet. Vid provfiske har abborre, gädda och mört fångats i sjön.

## Delavrinningsområde
Hörtingen ingår i det delavrinningsområde (639102-147220) som SMHI kallar för Mynnar i Silverån. Avrinningsområdets medelhöjd är 248 meter över havet och ytan är 8,08 kvadratkilometer. Det finns inga delavrinningsområden uppströms utan avrinningsområdet är högsta punkten. Vattendraget som avvattnar avrinningsområdet har biflödesordning 3, vilket innebär att vattnet flödar genom totalt 3 vattendrag innan det når havet efter 158 kilometer. Delavrinningsområdet består mestadels av skog (77 procent) och jordbruk (12 procent). Avrinningsområdet har 0,34 kvadratkilometer vattenytor vilket ger det en sjöprocent på 4,2 procent.